# جوليا أدولفز
جوليا أدولفز (بالهولندية: Julia Adolfs)‏ (مواليد 24 سبتمبر 1899 - 16 نوفمبر 1975)؛ هي أول امرأة تتمكن من اجتياز امتحانات القانون في جزر الهند الشرقية الهولندية. جامعة أمستردام منحة دراسية تحمل اسمها كمنحة بحثية لطلاب القانون.